# Україна на Паралімпійському чемпіонаті світу з кульової стрільби 2019
Україна брала участь у Паралімпійському чемпіонаті світу з кульової стрільби 2019 у Сіднеї (Австралія), що відбувався з 12 по 18 жовтня 2019 року. Україну представляли 9 атлетів, які посіли перше загальнокомандне місце. Українські спортсмени вибороли 18 нагород (9 золотих, 7 срібних та 2 бронзових).
На цьому чемпіонаті світу українські стрілки встановили 2 рекорди світу. Андрій Дорошенко та Ірина Щетнік у вправі R10 (стрільба з пневматичної гвинтівки на 10 метрів стоячи, клас SH1, змішана дисципліна) перемогли завдяки останнім влучним пострілам Ірини, які Міжнародний паралімпійський комітет назвав надзвичайним досягненням національної команди, адже саме завдяки Ірині Україна здобула історичне для себе золото зі світовим рекордом.
Олексвій Денесюк та Ірина Ляху змагались у вправі Р6 (стрільба з пневматичного пістолета на 10 метрів, клас SH1, змішана дисципліна) і здобули золото з світовим рекордом з надзвичайною перевагою над суперниками з Китаю. Слід зазначити, що в кваліфікації наша пара показала третій результат.

## Нагороди
Нагороди українських паралімпіців.
| Андрій Дорошенко |
| Ірина Щетнік     |

| Олексвій Денесюк  |
| Андрій Захаватаєв |
| Ірина Ляху        |

| Олексвій Денесюк |
| Ірина Ляху       |

| Андрій Дорошенко |
| Юрій Стоєв       |
| Ірина Щетнік     |

| Василь Ковальчук |
| Юрій Матафонов   |
| Віталій Плакущий |

| Василь Ковальчук |
| Юрій Матафонов   |
| Віталій Плакущий |

| Василь Ковальчук |
| Юрій Матафонов   |
| Віталій Плакущий |

| Олексвій Денесюк  |
| Андрій Захаватаєв |
| Ірина Ляху        |

| Андрій Дорошенко |
| Юрій Стоєв       |
| Ірина Щетнік     |

| Андрій Дорошенко |
| Ірина Щетнік     |

| Олексвій Денесюк  |
| Андрій Захаватаєв |
| Ірина Ляху        |

| Олексвій Денесюк |
| Ірина Ляху       |

| Андрій Дорошенко |
| Юрій Стоєв       |
| Ірина Щетнік     |

| Василь Ковальчук |
| Юрій Матафонов   |
| Віталій Плакущий |

| Василь Ковальчук |
| Юрій Матафонов   |
| Віталій Плакущий |

| Василь Ковальчук |
| Юрій Матафонов   |
| Віталій Плакущий |

| Олексвій Денесюк  |
| Андрій Захаватаєв |
| Ірина Ляху        |

| Андрій Дорошенко |
| Юрій Стоєв       |
| Ірина Щетнік     |

| Медалі по днях | Медалі по днях | Медалі по днях | Медалі по днях | Медалі по днях | Медалі по днях | Медалі по днях |
| -------------- | -------------- | -------------- | -------------- | -------------- | -------------- | -------------- |
| День           | Дата           |                |                |                | Всього         |                |
| 1              | 12 жовтня      | 1              | 0              | 2              | 3              |                |
| 2              | 13 жовтня      | 2              | 1              | 0              | 3              |                |
| 3              | 14 жовтня      | 3              | 1              | 0              | 4              |                |
| 4              | 15 жовтня      | 1              | 1              | 0              | 2              |                |
| 5              | 16 жовтня      | 0              | 2              | 0              | 2              |                |
| 6              | 17 жовтня      | 2              | 2              | 0              | 4              |                |
| 7              | 18 жовтня      | 0              | 0              | 0              | 0              |                |

| Медалі за статтю | Медалі за статтю | Медалі за статтю | Медалі за статтю | Медалі за статтю | Медалі за статтю |
| ---------------- | ---------------- | ---------------- | ---------------- | ---------------- | ---------------- |
| Стать            | 1                | 2                | 3                | Всього           | Відсоток         |
| Чоловіки         | 3                | 6                | 0                | 9                | 50 %             |
| Жінки‎            | 2                | 1                | 0                | 3                | 16,67 %          |
| Змішані          | 4                | 0                | 2                | 6                | 33,33 %          |
| Всього           | 9                | 7                | 2                | 18               | 100 %            |

## Мультимедалісти
- Олексій Денисюк - 6 високих нагород, з яких 4 золоті нагороди, 1 срібна, 1 бронзова медалі,
- Ірина Ляху - 5 високих нагород, з яких 4 золотих та 1 бронзова медалі,
- Ірина Щетнік - 4 високі нагороди, з яких 2 золоті нагороди, 1 срібна, 1 бронзова медалі,
- Андрій Дорошенко - 4 високі нагороди, з яких 2 золоті нагороди, 1 срібна, 1 бронзова медалі,
- Віталій Плакущий - 5 високих нагород, з яких 1 золота нагороди, 4 срібні медалі,
- Василь Ковальчук - 3 високі нагороди, з яких 3 срібні медалі,
- Юрій Матафонов - 3 високі нагороди, з яких 3 срібні медалі.